# 阿貝巴拉省
阿貝巴拉省（法語：Cercle d'Abeïbara），是馬里的省份，位於該國東北部，由基達爾區負責管轄，首府設於阿貝巴拉，面積23,750平方公里，2009年人口10,286，人口密度每平方公里0.43人。